# Tlatocan
Tlatocan, kraljevsko vijeće u Tenochtitlanu koje je pomagalo tlatoaniju u upravljaju državom. Za vrijeme međuvlašća vijećem bi predsjedao cihuacoatl. Vijeće je osnovao car Huitzilihuitl († oko 1416.).